# 楠德杰
楠德杰（Nandej），是印度古吉拉特邦Ahmadabad县的一个城镇。总人口7639（2001年）。

## 人口
该地2001年总人口7639人，其中男性4070人，女性3569人；0—6岁人口920人，其中男495人，女425人；识字率69.71%，其中男性为78.28%，女性为59.93%。